# Cabana de Bergantiños
Cabana de Bergantiños település Spanyolországban, A Coruña tartományban. Cabana de Bergantiños Laxe, Zas, Coristanco és Ponteceso községekkel határos. Lakosainak száma 4098 fő (2024).

## Népesség
A település népessége az utóbbi években az alábbiak szerint változott:
| Lakosok száma | 5689 | 5354 | 5199 | 4985 | 4865 | 4623 | 4446 | 4248 | 4185 | 4098 |
|               | 2001 | 2004 | 2006 | 2009 | 2011 | 2014 | 2016 | 2019 | 2021 | 2024 |